# Dominikia optata
Dominikia optata är en skalbaggsart som först beskrevs av Pierre Lesne 1938.  Dominikia optata ingår i släktet Dominikia och familjen kapuschongbaggar. Inga underarter finns listade i Catalogue of Life.